# NGC 1474
NGC 1474 (również IC 2002, PGC 14080 lub UGC 2898) – galaktyka spiralna z poprzeczką (SBa), znajdująca się w gwiazdozbiorze Byka. Odkrył ją Albert Marth 5 października 1864 roku.